# New-England-Nationalpark
Der New-England-Nationalpark liegt im Bereich des Nördlichen Tafellandes der Region New England (Australien) im Bundesstaat New South Wales von Australien. Er liegt über 500 km nördlich von Sydney, zwischen Armidale und Dorrigo. 

## Allgemeines
Die ersten Schutzbemühungen begannen um 1935, weshalb das Gebiet zu den ältesten Nationalparks Australiens gehört. Er war zunächst ca. 17.000 Hektar groß und wurde im Laufe der Zeit auf 72.241 Hektar vergrößert.
Das eindrucksvolle Landschaftsbild wird durch einen großen Geländeabbruch geprägt, der großartige Panoramablicke ermöglicht.

## Natur
Im Schutzgebiet kommen verschiedene Landschaftstypen vor: subtropische Regenwälder in höheren Lagen und Hartlaubwälder aber auch Heide- und Sumpfgebiete. Insgesamt wurden bisher über 1000 Pflanzenarten registriert. 
An seltenen Säugetieren wurden u. a. Koalas, Riesenbeutelmarder, die Stuart-Breitfußbeutelmaus, Nasenbeutler und verschiedene Fledermäuse festgestellt, an bemerkenswerten Vögeln Keilschwanzadler, Weißhaubenkakadu, Leierschwänze, Rußeule, Pennantsittich, Königssittich und Honigfresser.

## Weitere Schutzkategorien
Im Jahre 1987 wurde der Nationalpark als Teil der Gondwana-Regenwälder Australiens UNESCO-Weltkulturerbe.